# Dvorcsák Gyula
Dvorcsák Gyula (1860 k. – Kassa, 1890. március 25.) újságíró.
A Kassa-Abaúj-megyei Közlönynek volt az újságírója. Tárcákat írt különböző lapokba, így a Kassa s Vidékébe, az Ország-Világba (1887. Mozart és Don Juánja)

## Művei
- 1885 Igazházi s az első magyar szinelőadás (1790. okt. 25.), a darabnak 1885. jan. 19. a kassai szinpadon történt felelevenítése alkalmából. Kassa.